# U.S. Women's Hard Court Championships 1988
L'U.S. Women's Hard Court Championships 1988 è stato un torneo di tennis giocato sul cemento.
È stata la 23ª edizione del torneo, che fa parte della categoria Tier IV nell'ambito del WTA Tour 1988.
Si è giocato a San Antonio negli Stati Uniti, dal 29 febbraio al 5 marzo 1988.

## Campionesse

### Singolare
Steffi Graf ha battuto in finale  Katerina Maleeva con il punteggio di 6–4, 6–1

### Doppio
Lori McNeil /  Helena Suková hanno battuto in finale  Rosalyn Fairbank /  Gretchen Magers con il punteggio di 6–3, 6–7, 6–2